# مارمنتینو
مارمنتینو (به ایتالیایی: Marmentino) یک کومونه در ایتالیا است که در استان برشا واقع شده‌است.

## خصوصیات
مارمنتینو ۱۸ کیلومترمربع مساحت و ۶۸۹ نفر جمعیت دارد.